# Исо-Ниерияйсъярви
Исо-Ниерияйсъярви — пресноводное озеро на территории Кестеньгского сельского поселения Лоухского района Республики Карелии.
Находится на территории национального парка «Паанаярви».

## Общие сведения
Площадь озера — 1,7 км². Располагается на высоте 309,1 метров над уровнем моря.
Форма озера продолговатая: оно более чем на три километра вытянуто с юго-запада на северо-восток. Берега преимущественно возвышенные, скалистые.
Из юго-западной оконечности озера вытекает безымянный водоток, втекающий с правого берега в реку Селькяйоки, впадающую в озеро Паанаярви, через которое протекает река Оланга, в свою очередь, впадающая в Пяозеро.
Населённые пункты и автодороги вблизи водоёма отсутствуют.
Код объекта в государственном водном реестре — 02020000411102000000841.